# Амамбайка (посёлок)
Амамбайка — посёлок в Кизильском районе Челябинской области России. Входит в сельское поселение Путь Октября.

## География
Расположен в северной части района, на берегу реки Амамбайки, отсюда название. Расстояние до районного центра села Кизильского 65 км.

## История
Поселок вырос на месте хутора, основанного на рубеже XIX—XX веков старателями.

## Население
| 2002 | 2010 |
| ---- | ---- |
| 281  | ↘262 |

(в 1926—197, в 1970—519, в 1983—400, в 1995—321)

## Улицы
- Береговая,
- Молодёжная,
- Степная,
- Строителей,
- Центральная,
- Школьная.